# Ricardo dos Santos (Leichtathlet)
Ricardo dos Santos (* 18. Dezember 1994 in Lissabon) ist ein portugiesischer Sprinter, der sich auf den 400-Meter-Lauf spezialisiert hat.

## Sportliche Laufbahn
Erste internationale Erfahrungen sammelte Ricardo dos Santos im Jahr 2012, als er bei den Juniorenweltmeisterschaften in Barcelona mit 48,93 s in der ersten Runde über 400 Meter ausschied. 2014 erreichte er bei den Europameisterschaften in Zürich das Halbfinale und schied dort mit 45,74 s aus. Im Jahr darauf scheiterte er bei den U23-Europameisterschaften in Tallinn mit 46,51 s in der Vorrunde über 400 Meter und wurde mit der portugiesischen 4-mal-100-Meter-Staffel im Vorlauf disqualifiziert. 2018 belegte er bei den Mittelmeerspielen in Tarragona in 46,64 s den siebten Platz und anschließend wurde er auch bei den Europameisterschaften in Berlin in 45,78 s Siebter. Daraufhin gewann er bei den Ibero-Amerikanischen Meisterschaften in Trujillo in 46,45 s die Bronzemedaille hinter dem Brasilianer Lucas Carvalho und Nery Brenes aus Costa Rica. 2019 erreichte er bei den Europaspielen in Minsk nach 3:19,63 min Rang vier in der Mixed-Staffel und 2021 schied er bei den Halleneuropameisterschaften in Toruń mit 48,06 s in der ersten Runde aus. Kurz zuvor verbesserte er in Ostrava den portugiesischen Hallenrekord über 400 Meter auf 46,64 s. Anfang Mai verpasste er dann bei den World Athletics Relays im polnischen Chorzów mit 3:21,51 min den Finaleinzug in der Mixed-Staffel. Anfang August startete er über 400 m bei den Olympischen Sommerspielen in Tokio und schied dort mit 46,83 s in der ersten Runde aus.
2022 schied er bei den Ibero-Amerikanischen Meisterschaften in La Nucia mit 47,16 s im Vorlauf über 400 Meter aus und gewann mit der 4-mal-400-Meter-Staffel in 3:07,23 min die Bronzemedaille hinter den Teams aus der Dominikanischen Republik und Spanien. Im August startete er mit der Staffel bei den Europameisterschaften in München und verpasste dort mit 3:03,59 min den Finaleinzug. Im Jahr darauf wurde er bei der 1. Liga der Team-Europameisterschaft im Rahmen der Europaspiele in Chorzów in 3:14,06 min Fünfter im A-Lauf in der Mixed-Staffel. Anschließend verpasste er bei den Weltmeisterschaften in Budapest mit 3:15,75 min den Finaleinzug in der Mixed-Staffel. 2024 wurde er mit der Männerstaffel im Finale der Hallenweltmeisterschaften in Glasgow disqualifiziert. Im Mai wurde er bei den World Athletics Relays in Nassau in 3:17,56 min Siebter im C-Lauf der 1. Qualifikationsrunde in der Mixed-Staffel für die Olympischen Spiele. Kurz darauf schied er bei den Ibero-Amerikanischen Meisterschaften in Cuiabá mit 47,07 s im Vorlauf über 400 Meter aus. Im Juni wurde er bei den Europameisterschaften in Rom in 3:01,84 min Sechster in der 4-mal-400-Meter-Staffel.
In den Jahren 2014, 2016 und 2017 sowie 2019 und 2020 wurde dos Santos portugiesischer Meister im über 400 Meter sowie 2015 im 200-Meter-Lauf. Zudem wurde er 2014, 2018 und 2021 Hallenmeister im 400-Meter-Lauf sowie 2014 auch über 200 Meter.

## Persönliche Bestleistungen
- 200 Meter: 20,78 s (+1,9 m/s), 14. Juli 2018 in Kortrijk
  - 200 Meter (Halle): 21,57 s, 9. Februar 2014 in Sheffield
- 300 Meter: 32,88 s, 17. Januar 2017 in Potchefstroom
- 400 Meter: 45,14 s, 8. August 2018 in Berlin
  - 400 Meter (Halle): 46,64 s, 3. Februar 2021 in Ostrava